# Andrej Jerman
Andrej Jerman, slovenski alpski smučar, * 30. september 1978, Tržič.
Jerman, član Smučarskega kluba Tržič, je svojo športno kariero je začel kot tekač na smučeh in jo nadaljeval v alpskem smučanju kot specialist za hitre discipline. S svojimi uspehi je postal najboljši slovenski smukač vseh časov.
Prvi večji smučarski uspeh je dosegel v superveleslalomu na svetovnem mladinskem prvenstvu v Megèvu leta 1998, ko je zasedel drugo mesto. Jerman je pričel nastopati v svetovnem pokalu leta 1999. Udeležil se je zimskih olimpijskih iger v Salt Lake Cityju (2002) in Torinu (2006) ter svetovnih prvenstev v St. Moritzu (2003), Bormiu (2005) in Åreju (2007).
Na začetku svoje kariere so ga pestile številne poškodbe, a je s trdim delom in neustavljivo voljo v sezoni 2006/07 posegel tudi po vidnejših uvrstitvah v svetovnem pokalu. Svojo prvo zmago je dosegel v smuku v Garmisch-Partenkirchnu. Po dveh uvrstitvah na zmagovalni oder je v Bormiu v sezoni 2009/10 drugič zmagal na smuku za svetovni pokal.
28. januarja 2013 je v starosti štiriintridesetih let napovedal konec tekmovalne kariere, zadnjič je v svetovnem pokalu nastopil na wengenskem smuku 19. januarja, 22. januarja je na prvem treningu za smuk v Kitzbühelu ob padcu utrpel hujši pretres možganov.

## Uspehi
Uvrstitve na stopničke v svetovnem pokalu:
| Sezona  | Datum             | Prizorišče             | Disciplina | Uvrstitev |
| ------- | ----------------- | ---------------------- | ---------- | --------- |
| 2006/07 | 23. februar 2007  | Garmisch-Partenkirchen | smuk       | 1. mesto  |
| 2006/07 | 24. februar 2007  | Garmisch-Partenkirchen | smuk       | 2. mesto  |
| 2007/08 | 6. januar 2008    | Chamonix               | smuk       | 3. mesto  |
| 2009/10 | 29. december 2009 | Bormio                 | smuk       | 1. mesto  |